# 3063 Makhaon
3063 Makhaon је Јупитеров тројански астероид. Приближан пречник астероида је 116,14 ,
а средња удаљеност астероида од Сунца износи 5,192 астрономских јединица (АЈ).
Инклинација (нагиб) орбите у односу на раван еклиптике је 12,171 степени, а орбитални период износи 4322,119 дана (11,833 годину). Ексцентрицитет орбите астероида износи 0,058.
Апсолутна магнитуда астероида износи 8,60 а геометријски албедо 0,047.
Астероид је откривен 4. августа 1983. године.